# Jules Horrent
Jules Horrent (* 11. April 1920 in Seraing; † 11. September 1981 in Neuville, Dorf im Ortsteil Francorchamps von Stavelot, Belgien) war ein belgischer Romanist, Hispanist, Italianist, Lusitanist und Mediävist.

## Leben und Werk
Horrent war Schüler von Maurice Delbouille und von 1942 bis 1948 sein Assistent in Lüttich. Er promovierte 1947 mit der unpublizierten Arbeit Recherches sur « La Chanson de Roland » dans les littératures de la péninsule ibérique  und bestand 1949 die Agrégation mit der Thèse La chanson de Roland dans les littératures française et espagnole au Moyen âge (Paris 1951), in welche die Dissertation eingegangen war. Von 1952 bis 1956 war er Chargé de cours, ab 1956 ordentlicher Professor für romanische Sprachen und Literaturen an der Universität Lüttich.
Ab 1971 lehrte Horrent in Lüttich Philologie der romanischen Sprachen, sowie spanische, hispano-amerikanische, italienische, portugiesische und brasilianische Literaturgeschichte.
Jules Horrent wurde 1968  im Beisein des Königs der Francqui-Preis verliehen. Er war ab 1973 Mitglied der Académie royale de Belgique und ab 1979 der Real Academia Española.

## Weitere Veröffentlichungen
- Roncesvalles. Étude sur le fragment de cantar de geste conservé à l’Archivo de Navarra (Pampelune) (= Bibliothèque de la Faculté de Philosophie et Lettres de l’Université de Liège. 122, ISSN 0768-5475). Société d’Édition „Les belles lettres“, Paris 1951.
- Le Pèlerinage de Charlemagne. Essai d’explication littéraire avec des notes de critique textuelle (= Bibliothèque de la Faculté de Philosophie et Lettres de l’Université de Liège. 158). Société d’Édition „Les belles lettres“, Paris 1961.
- Historia y poesía en torno al „Cantar del Cid“ (= Letras e ideas. Maior. 2). Ariel, Barcelona 1973, ISBN 84-344-8303-3.
- Chanson de Roland et Geste de Charlemagne (= Grundriß der romanischen Literaturen des Mittelalters. 3 = Les épopées romanes. Band 1–2, Fascicel 2, A: L'épopée en France. I, 1). 2 Bände. Winter, Heidelberg 1981–1985, ISBN 3-533-02977-8 (Band 1), ISBN 3-533-03451-8 (Band 2).
- als Herausgeber: Cantar de mío Cid. = Chanson de mon Cid (= Ktēmata. 6–7). 2 Bände. Éditions Scientifiques E. Story-Scientia, Gent 1982, ISBN 90-6439-303-6 (Band 1), ISBN 90-6439-304-4.